# Peterle und die Weihnachtsgans Auguste
Peterle und die Weihnachtsgans Auguste ist ein Kurzfilm des DEFA-Studio für Spielfilme von 1964 (Anlaufdatum: 17. Dezember 1964) und beruht als erste der filmischen Umsetzungen auf der Erzählung Die Weihnachtsgans Auguste von Friedrich Wolf. Mit diesem Diplomfilm schloss der Regisseur Rainer Simon sein Studium an der damaligen Deutschen Hochschule für Filmkunst ab.

## Handlung
Peterle wirft Schnee vom Bürgersteig aus ins offene Fenster des Zimmers seiner Schwestern und wird von der Mutter zum sofortigen Reinkommen veranlasst. Sein Vater kauft indessen auf dem Weihnachtsmarkt eine Gans und bringt diese lebend mit nach Hause. Die Kinder streicheln sie, gewinnen sie lieb und sie, wie auch die Eltern, haben sich schließlich so an das Tier gewöhnt, dass der Vater es nicht fertig bringt, „Guste“ zu schlachten. Ein Betäubungsversuch mit Schlaftabletten scheitert ebenfalls, da die bereits gerupfte Gans erwacht. Schließlich bekommt sie zu Weihnachten einen gestrickten Anzug, mit dem Peterle stolz seine „Guste“ spazieren fährt.